# Борго (станция метро)
«Бо́рго» (итал. Borgo) — станция метрополитена Катании. Cледует за станцией «Джуффрида».
Открыта 27 июня 1999 года в составе первой очереди строительства метрополитена «Борго» — «Порто». Названа по железнодорожной станции, которая расположена рядом.
Оборудована эскалаторами и лифтом.